# Ernst Stöhr
Pour les articles homonymes, voir Stöhr.
Ernst Stöhr (né le 1er novembre 1860 à Sankt Pölten et mort le 17 juin 1917 dans la même ville) est un peintre, poète et musicien autrichien, également cofondateur de la Sécession viennoise.

## Galerie

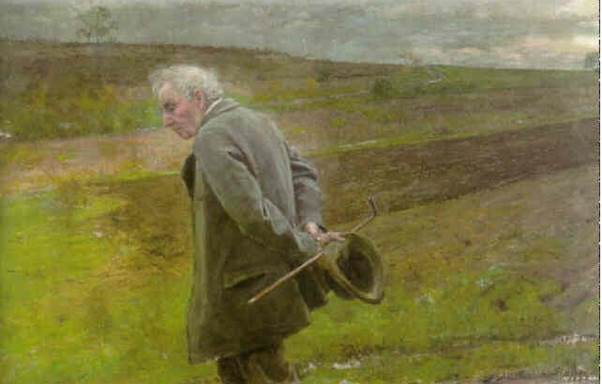
Le promeneur, 1895
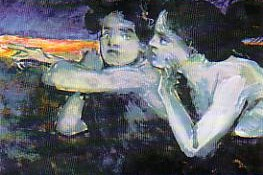
Gewissensqual, 1897
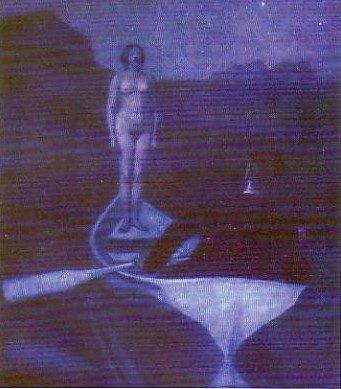
Das Weib, 1898
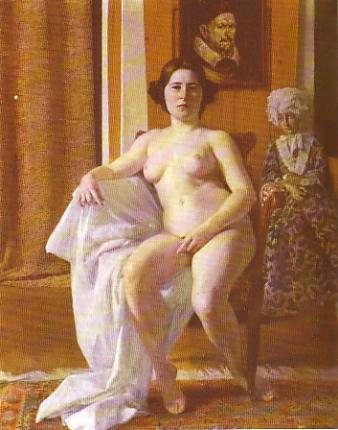
Mitzi, 1907